# Joseph Kizito
Joseph Mary Kizito (ur. 2 lipca 1967 w Kampali) – ugandyjski duchowny katolicki, posługujący w Południowej Afryce, biskup Aliwal od 2020.

## Życiorys

### Prezbiterat
Święcenia kapłańskie przyjął 27 września 1997 i został inkardynowany do diecezji Aliwal. Pracował głównie jako duszpasterz parafialny (m.in. od 2013 był proboszczem parafii katedralnej). W 2008 został także mianowany wikariuszem generalnym diecezji.

### Episkopat
15 listopada 2019 papież Franciszek mianował go biskupem diecezji Aliwal. Sakry udzielił mu 15 lutego 2020 arcybiskup Stephen Brislin.